# 雷蒙·萨布罗
雷蒙·萨布罗（法語：Raymond Jacques Adrien Sabouraud，發音：[ʁɛmɔ̃ ʒak adʁijɛ̃ sabuʁo]；1864年11月24日—1938年2月4日；旧译沙鲍弱），法国皮肤科医生、皮肤病学家、法国真菌学家，音乐家和雕塑家。 
早年在南特学习医学，然后去巴黎继续学医。实习的医院包括巴黎圣路易医院与巴黎儿童医院。期间还师从巴斯德研究所（Pasteur Institute）联合创始人皮埃尔·保罗·埃米尔·鲁学习细菌学。1894年，获得医学博士学位，其后回圣路易医院担任J·A·富尼耶（Jean Alfred Fournier）实验室主任。
萨布罗于1904年创立头癣的X线疗法，拥有自己的“秃头诊所”，以治疗头皮疾病闻名于世，为来自世界各地的患者治疗。他还发明一种适宜于真菌生长的培养基，即著名的沙鲍弱氏琼脂培养基，目前世界各地仍在广泛应用。
萨布罗有多本皮肤病学专著，特别是《形貌皮肤病手册（法语）》（Manuel élémentaire de dermatologie topographique régionale (1905)）最为著名，被翻译为多重文字出版。《形貌皮肤病学》或Topographic Dermatology是皮肤病学最直观的教学方式，目前仍为许多医学院采用。
萨布罗与路易-安纳-让·布罗克、费迪南-让·达里耶一起，合称法国皮肤科医生三巨头。1928年退休，1938年逝世。

## 专著
- 《新实用皮肤病学（法语）》Nouvelle Pratique Dermatologique [4]
- 《形貌皮肤病手册（法语）》Manuel élémentaire de dermatologie topographique régionale (1905) [5]
- 《形貌皮肤病手册（英文）》Elementary Manual of Regional Topographical Dermatology (1906)，A Manual of Regional Topographical Dermatology (1912再版) [6]

## 冠名
- 萨布罗琼脂（Sabouraud's agar）：通称沙氏培养基，沙鲍弱氏琼脂，一种真菌选择性微生物培养基。
- 格鲁比-萨布罗氏病（Gruby–Sabouraud disease）：由奥氏小孢癣菌引起的皮癣菌病，大卫·格鲁比是匈牙利医生。
- 萨布罗疗法：皮癣的X线疗法。
- 萨布罗胶卷：含有氰化铂钡的圆盘，在暴露于X射线时会发生颜色变化
- 萨布罗综合症（Sabouraud's syndrome）：通称萨布罗综合症，或串珠发综合征 （Monilethrix），是一种进行性脱发的遗传病，患者头发呈项链状（monile）或串珠状（beaded）。
- 萨布罗-诺瓦雷仪（Sabouraud-Noire instrument）：一种测量X射线的仪器，已经废弃。